# Umbrella Tour
Umbrella Tour 2009（アンブレラ ツアー 2009）は、日本のR&B歌手清水翔太の初となるコンサート・ツアー。デビュー・アルバム『Umbrella』を引っ提げてのツアーで、このツアーは清水にとって初となるワンマンライヴとなった。ツアーは大阪、名古屋、東京の3ヶ所計4公演が開催された。
ライヴには「MUSIC」で客演したBOY-KENや、未発表の新曲「Again」では同曲を共作したという新人ラッパーも参加。また自身の楽曲以外にも、ベン・E・キングの「スタンド・バイ・ミー」やマーヴィン・ゲイの「ホワッツ・ゴーイン・オン」をカヴァーし歌った。ライヴ終盤の「Rainy Day's Morning」では、アルバム『Umbrella』に合わせて青いシューズと水色の傘(Umbrella)を小道具として使うという演出も行われている。

## セットリスト
1. Diggin' On U
2. Love Story
3. One Last Kiss
4. Soulmate
5. LOVIN U
6. My Treasure
7. UNHAPPY
8. スタンド・バイ・ミー（カバー）
9. Again
10. ホワッツ・ゴーイン・オン（カバー）
11. Rainy Day's Morning
12. With You
13. ソレゾレ
14. 「アイシテル」

アンコール
1. MUSIC
2. HOME

## ツアー日程
| 日付          | 都市     | 国   | 会場              |
| ------------- | -------- | ---- | ----------------- |
| 2009年3月5日  | 大阪市   | 日本 | BIG CAT           |
| 2009年3月6日  | 名古屋市 | 日本 | CLUB DIAMOND HALL |
| 2009年3月11日 | 渋谷区   | 日本 | SHIBUYA-AX        |
| 2009年3月12日 | 渋谷区   | 日本 | SHIBUYA-AX        |